# Manuel Roffo
Manuel Roffo (Venado Tuerto, 4 aprile 2000) è un calciatore argentino, portiere dell'Instituto (C).

## Carriera

### Club
Nato a Venado Tuerto, entra a far parte del settore giovanile Xeneize nel 2012. A partire dal 2017 viene aggregato con maggiore frequenza alla prima squadra.
Nel gennaio del 2018 è stato al centro di uno scandalo insieme a Wílmar Barrios, Edwin Cardona e Frank Fabra, dopo una denuncia da parte di due donne relativa a presunti abusi subiti durante un festino hot.
Ha esordito tra i professionisti con il Tigre, con cui ha giocato nella prima divisione argentina.

### Nazionale
Con la nazionale argentina Under-17 ha disputato da titolare il Sudamericano Under-17 2017, non riuscendo tuttavia a superare il primo girone.
Nel 2017, appena diciassettenne, è stato convocato da Claudio Úbeda per disputare il Mondiale Sub-20 2017 in veste di terzo portiere. Nel 2019 è stato convocato da Fernando Batista per disputare il Sudamericano Sub-20 2019.

## Statistiche
Statistiche aggiornate al 26 gennaio 2019.

### Cronologia presenze e reti in nazionale
| Cronologia completa delle presenze e delle reti in nazionale ― Argentina under 20 | Cronologia completa delle presenze e delle reti in nazionale ― Argentina under 20 | Cronologia completa delle presenze e delle reti in nazionale ― Argentina under 20 | Cronologia completa delle presenze e delle reti in nazionale ― Argentina under 20 | Cronologia completa delle presenze e delle reti in nazionale ― Argentina under 20 | Cronologia completa delle presenze e delle reti in nazionale ― Argentina under 20 | Cronologia completa delle presenze e delle reti in nazionale ― Argentina under 20 | Cronologia completa delle presenze e delle reti in nazionale ― Argentina under 20 |
| Data                                                                              | Città                                                                             | In casa                                                                           | Risultato                                                                         | Ospiti                                                                            | Competizione                                                                      | Reti                                                                              | Note                                                                              |
| --------------------------------------------------------------------------------- | --------------------------------------------------------------------------------- | --------------------------------------------------------------------------------- | --------------------------------------------------------------------------------- | --------------------------------------------------------------------------------- | --------------------------------------------------------------------------------- | --------------------------------------------------------------------------------- | --------------------------------------------------------------------------------- |
| 20-1-2019                                                                         | Curicó                                                                            | Paraguay under 20                                                                 | 1 – 1                                                                             | Argentina under 20                                                                | Sudamericano Sub-20 2019 - 1º turno                                               | -1                                                                                |                                                                                   |
| 22-1-2019                                                                         | Talca                                                                             | Argentina under 20                                                                | 0 – 1                                                                             | Ecuador under 20                                                                  | Sudamericano Sub-20 2019 - 1º turno                                               | -1                                                                                |                                                                                   |
| 24-1-2019                                                                         | Curicó                                                                            | Uruguay under 20                                                                  | 0 – 1                                                                             | Argentina under 20                                                                | Sudamericano Sub-20 2019 - 1º turno                                               | -                                                                                 |                                                                                   |
| 26-1-2019                                                                         | Talca                                                                             | Argentina under 20                                                                | 1 – 0                                                                             | Perù under 20                                                                     | Sudamericano Sub-20 2019 - 1º turno                                               | -                                                                                 |                                                                                   |
| Totale                                                                            |                                                                                   | Presenze                                                                          | 4                                                                                 |                                                                                   | Reti                                                                              | -2                                                                                |                                                                                   |

| Cronologia completa delle presenze e delle reti in nazionale ― Argentina under 17 | Cronologia completa delle presenze e delle reti in nazionale ― Argentina under 17 | Cronologia completa delle presenze e delle reti in nazionale ― Argentina under 17 | Cronologia completa delle presenze e delle reti in nazionale ― Argentina under 17 | Cronologia completa delle presenze e delle reti in nazionale ― Argentina under 17 | Cronologia completa delle presenze e delle reti in nazionale ― Argentina under 17 | Cronologia completa delle presenze e delle reti in nazionale ― Argentina under 17 | Cronologia completa delle presenze e delle reti in nazionale ― Argentina under 17 |
| Data                                                                              | Città                                                                             | In casa                                                                           | Risultato                                                                         | Ospiti                                                                            | Competizione                                                                      | Reti                                                                              | Note                                                                              |
| --------------------------------------------------------------------------------- | --------------------------------------------------------------------------------- | --------------------------------------------------------------------------------- | --------------------------------------------------------------------------------- | --------------------------------------------------------------------------------- | --------------------------------------------------------------------------------- | --------------------------------------------------------------------------------- | --------------------------------------------------------------------------------- |
| 25-2-2017                                                                         | Curicó                                                                            | Venezuela under 17                                                                | 1 – 0                                                                             | Argentina under 17                                                                | Sudamericano Sub-17 2017 - 1º turno                                               | -1                                                                                |                                                                                   |
| 27-2-2017                                                                         | Curicó                                                                            | Paraguay under 17                                                                 | 1 – 0                                                                             | Argentina under 17                                                                | Sudamericano Sub-17 2017 - 1º turno                                               | -1                                                                                |                                                                                   |
| 1-3-2017                                                                          | Talca                                                                             | Argentina under 17                                                                | 3 – 0                                                                             | Perù under 17                                                                     | Sudamericano Sub-17 2017 - 1º turno                                               | -                                                                                 |                                                                                   |
| 4-3-2017                                                                          | Talca                                                                             | Brasile under 17                                                                  | 2 – 0                                                                             | Argentina under 17                                                                | Sudamericano Sub-17 2017 - 2º turno                                               | -2                                                                                |                                                                                   |
| Totale                                                                            |                                                                                   | Presenze                                                                          | 4                                                                                 |                                                                                   | Reti                                                                              | -4                                                                                |                                                                                   |

## Palmarès

### Club

#### Competizioni nazionali
- Campionato argentino: 1

Boca Juniors: 2019-2020
- Supercopa Argentina: 1

Boca Juniors: 2018